# Santiago de Chuco (cidade)
Santiago de Chuco é uma cidade do Peru, situada na região de La Libertad. Capital da  província homônima, sua população em 2017 foi estimada em 6.821 habitantes.